# 薩利縣 (南達科他州)
薩利縣（英語：Sully County）是美國南達科他州中部的一個縣。面積2,772平方公里。根据美國2000年人口普查，共有人口1,556人。縣治奧奈達 （Onida）。
成立於1873年1月8日，縣政府成立於1883年4月19日。縣名紀念美國內戰時期軍官阿爾弗雷德·薩利或其建立的薩利堡 （1863年修建，1894年廢棄）。